# Zemský okres St. Wendel
Zemský okres St. Wendel (německy Landkreis St. Wendel) je zemský okres v německé spolkové zemi Sársko. Sídlem správy zemského okresu je město St. Wendel. Má přibližně 87 tisíc obyvatel. 

## Města a obce
| Město: 1. St. Wendel | Obce: 1. Freisen 2. Marpingen 3. Namborn 4. Nohfelden 5. Nonnweiler 6. Oberthal 7. Tholey |